# صلح اکنون

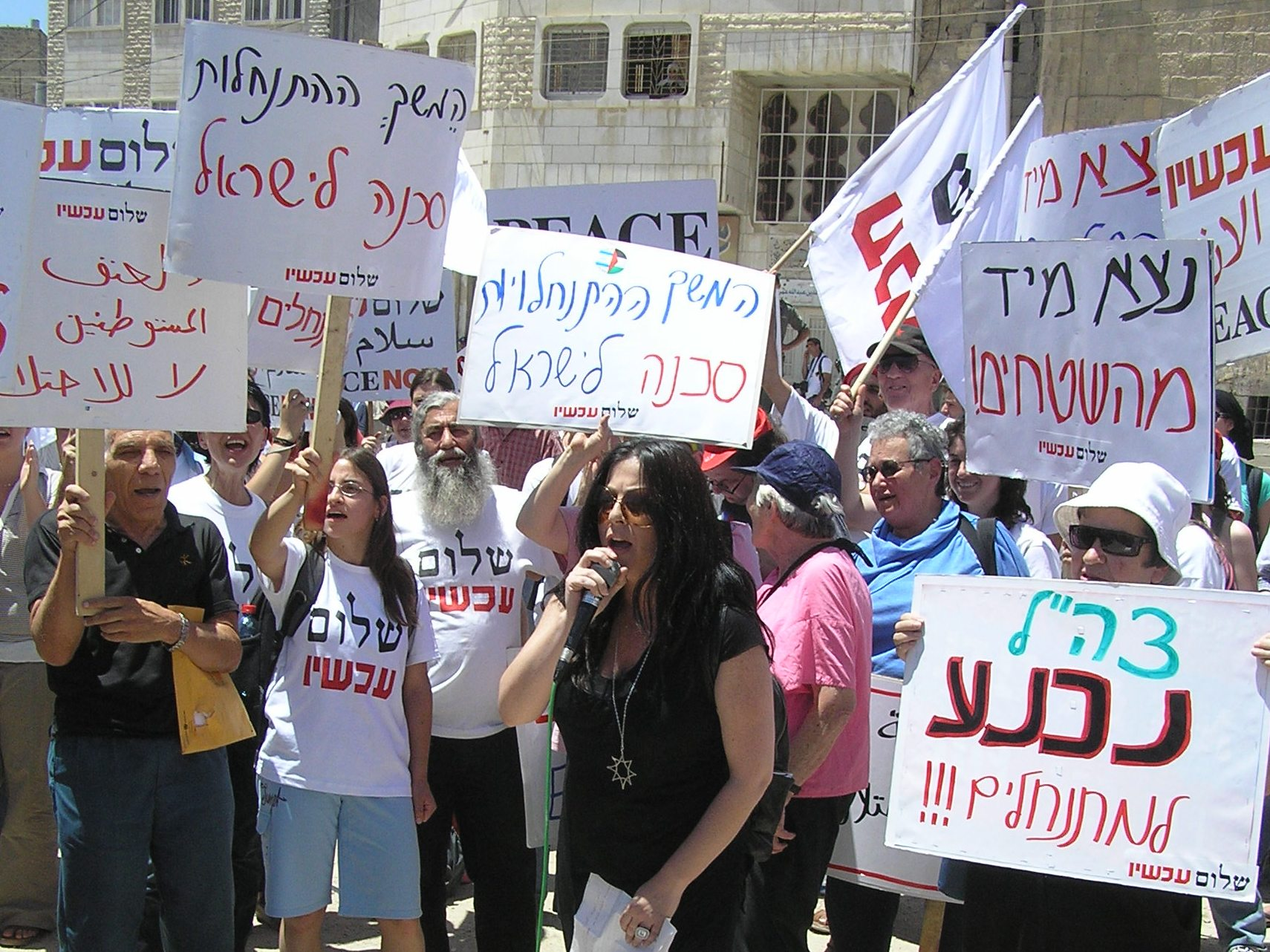
تظاهرات گروهی از فعالین اسرائیلی سازمان صلح اکنون در شهر الخلیل، در اعتراض به روند ساخت شهرک یهودی‌نشین و ادامه اشغال اراضی فلسطینی.

صلح اکنون (به عبری: שלום עכשיו) یک سازمان غیردولتی چپ‌گرای اسرائیلی است که برای ایجاد صلح میان اعراب و اسرائیل تلاش می‌کند.
گروه صلح اکنون در سال ۱۹۷۸ میلادی در حین مذاکرات صلح اسرائیل و مصر تشکیل شد. این گروه، قدیمی‌ترین جنبش صلح در کشور اسرائیل به شمار می‌رود و به «اصل زمین در برابر صلح» معتقد است.
عاموس عوز، نویسنده مشهور اسرائیلی از اعضای مؤسس و رهبران فکری سازمان صلح اکنون است.